# Moment statyczny linii
Momentem statycznym linii względem dowolnej osi nazywamy iloczyn długości częściowych li tej linii i odległości xi od tej linii względem tej samej osi, lub prościej iloczyn długości  l tej linii i odległości środka ciężkości x0 tej linii względem tej samej osi:
{\displaystyle \sum \limits _{i=1}^{n}l_{i}\cdot x_{i}=x_{0}\cdot l}